# The Lost Crown: A Ghost-Hunting Adventure
The Lost Crown: A Ghost-Hunting Adventure est un jeu vidéo d'aventure de type point'n click 2,5D (c'est-à-dire un personnage 3D qui évolue sur un décor en 2D). Il est axé sur les phénomènes paranormaux avec une tendance pour les fantômes. La sortie de ce jeu n'est, à ce jour, pas prévu en France.

## Synopsis
Nigel Devers s'enfuit de Londres après avoir tenté de pirater les fichiers de la société Hadden Industries. Il découvre alors que la société fait des expériences sur le paranormal et notamment les fantômes. Il prend le train le plus vide que possible et se retrouve à la station Sargemarsch. Là-bas, le conducteur du train lui apprend l'existence d'un trésor dans la ville de Saxton, juste derrière les Fens derrière la station. Nigel pense alors qu'il peut échanger ce trésor contre le pardon de Hadden Industries...

## Personnages

### Nigel Denvers
Nigel est un Mr Tout-le-monde jusqu'au jour où sa curiosité le pousse à trouver ce qui se trame dans les laboratoires de Hadden Industries. Il devient stupéfait et pétrifié d'apprendre que la société pour laquelle il travaille fait des expériences sur le paranormal.

### Mr. Hadden
il s'agit du patron de Nigel.

### Lucy Reubans
Lucy est une étudiante en psychologie. Elle rencontre Nigel en pleine nuit alors qu'elle colle des affiches à propos du May Day Fare sur les murs de la ville. Cette première rencontre très froide et distante leur permettront néanmoins de se lier d'amitié au fil de l'aventure et même de faire des observations de fantômes au Harbourg Cottage.

### Nanny Noah
Nanny Noah est une vieille dame ayant passé sa vie à Saxton. Elle est toujours accompagnée de son chien Georges. Nigel se lie d'amitié avec elle, jusqu'à ce qu'il trouve la couronne où elle deviendra sèche et très agressive.

### Les Frères Agers
Ils sont au nombre de quatre. William, Nathaniel, Thomas et Frederic.